# Dansk Film-Avis nr. 673 B
Dansk Film-Avis nr. 673 B er en dansk Ugerevy med dokumentariske optagelse fra 1944. Filmene blev produceret af UFA film A/S, der var ejet af det tyske UFA, der var ejet af den tyske stat.
Den dansk producerede Dansk Film-Avis var en nazistisk ugerevy og udkom i årene 1941-1945. Den bestod typisk af tre dele: dansk stof, optaget af danske kameramænd, tysk stof fra Tyskland og reportager fra fronten, produceret af Deutsche Wochenschau.

## Handling
1. På Orø ved Holbæk genoplever man med et festspil de gamle bystævner fra forrige århundrede. Oldermanden kalder til samling. Formentlig sommeren 1944.

2. Germansk ungdom nyder sommeren ved stor tysk sø med vandleg og boksekampe.

3. En veldresseret hund kan være en uundværlig hjælper for de tyske soldater i felten. De trænes bl.a. til at transportere sårede på en båre.

4. Besøg på en fægteskole for kvinder i Budapest.

5. Optagelser fra fronten i Frankrig efter amerikanernes indtog: Feltmarskal Rommel på besøg. En tysk spejdergruppe har sneget sig ind på modstanderne - der gives melding til artilleriet. Ødelagte amerikanske panservogne. En allieret flyvemaskine er nødlandet, piloten tages til fange.